# Jackie Robinson
Jack Roosevelt „Jackie” Robinson  (n. 31 ianuarie 1919, Cairo, Georgia, SUA – d. 24 octombrie 1972, Stamford⁠(d), Connecticut, SUA) a fost primul jucător de baseball afro-american care a jucat în Major League Baseball. A evoluat pentru formația Brooklyn Dodgers între anii 1947–1956. A fost inclus în Baseball Hall of Fame în 1962.